# بانگ‌چاله

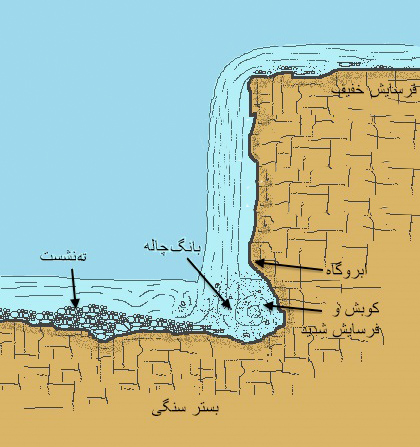
ساختار آبشار و شکل‌گیری بانگ‌چاله در زیر آن

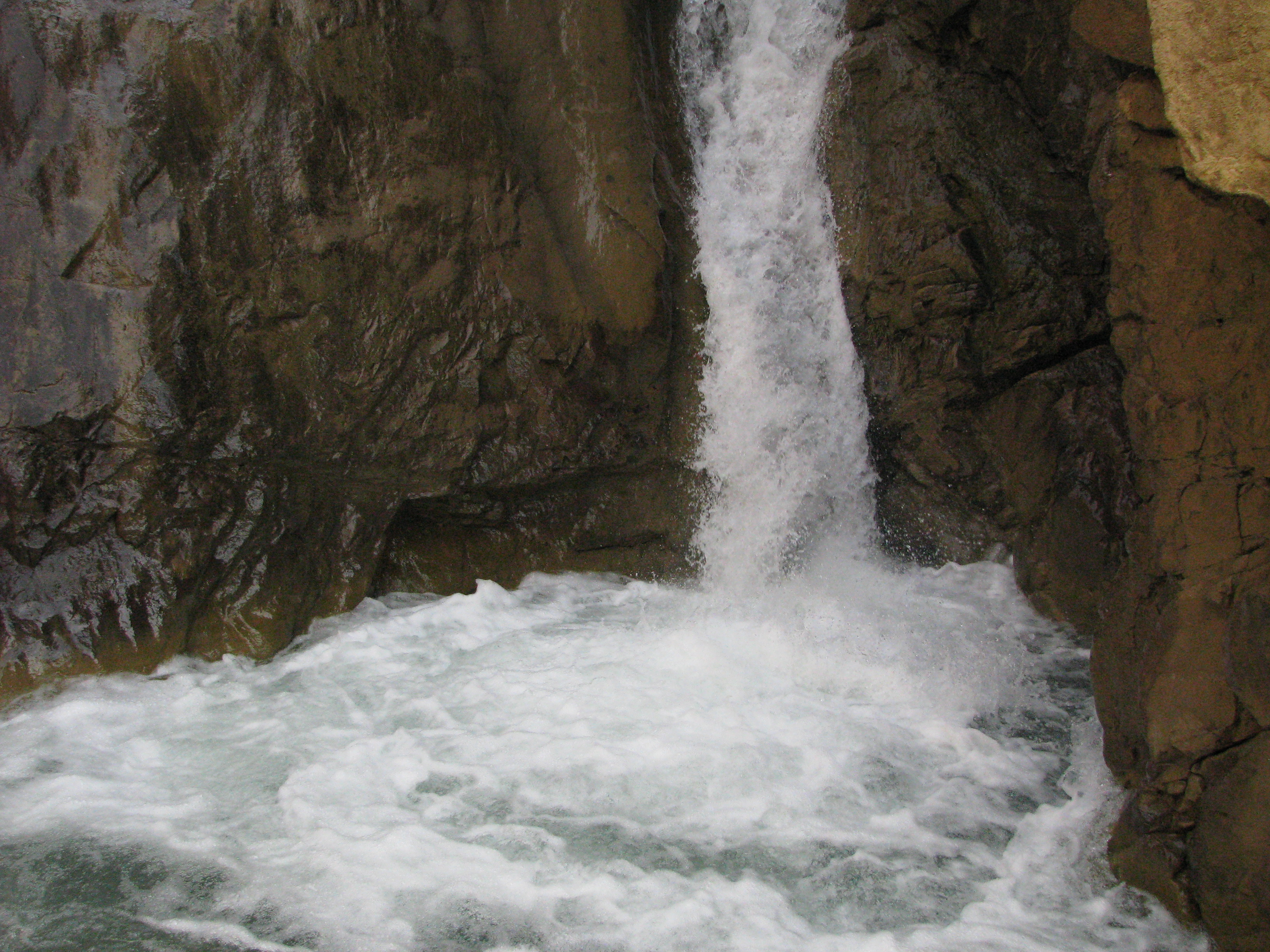
بانگ‌چاله

بانگ‌چاله یا چاله‌بنگ یا هُلُم گودالی کوچک درست در زیر آبشار است که آب در آن فرو می‌ریزد.

## شکل‌گیری

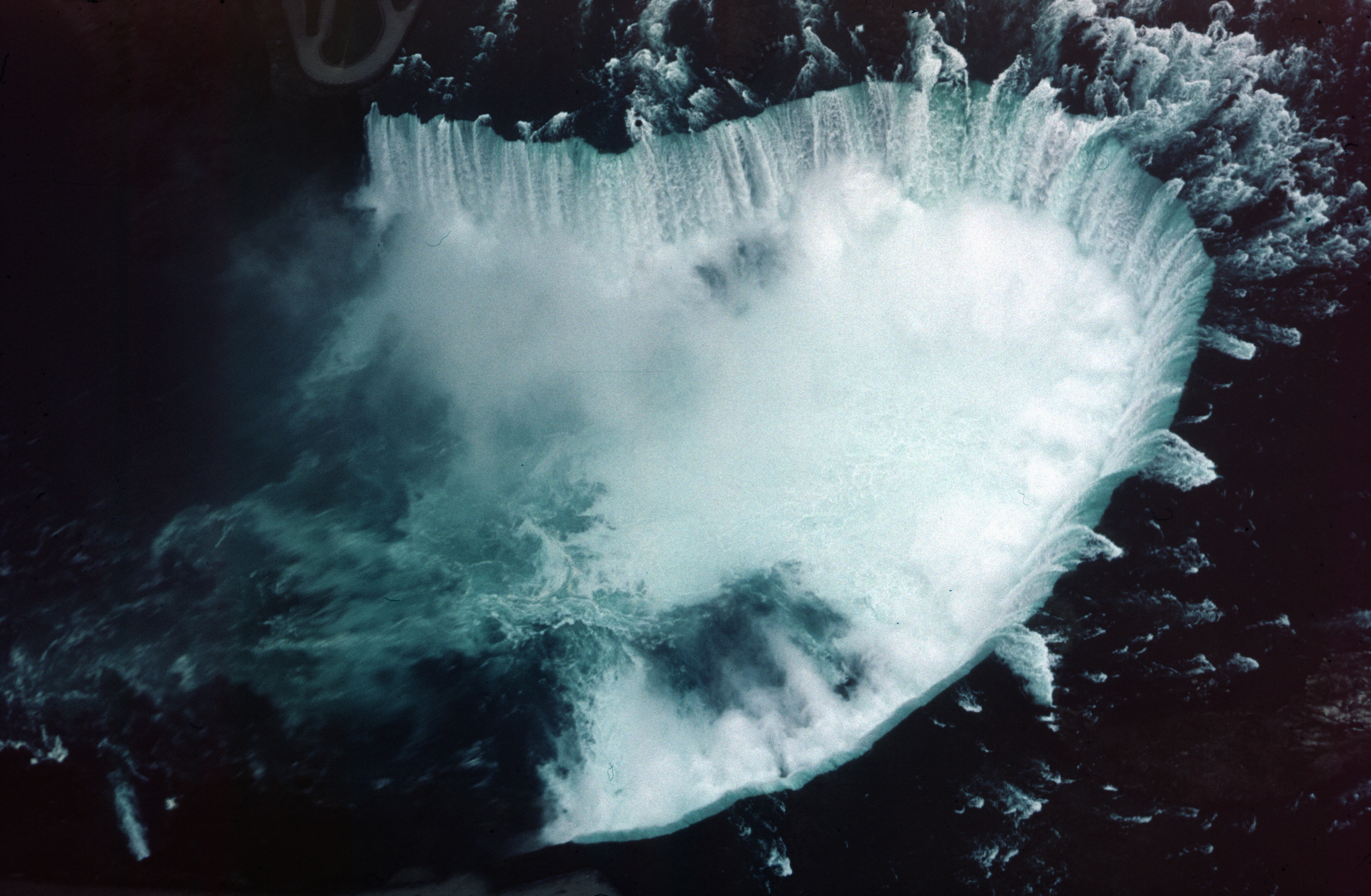
بانگ‌چاله

از آنجا که آب با کوبِش همیشگی درون بانگ‌چاله تخلیه می‌شود معمولاً گودال بانگ‌چاله در معرض فرسایش همیشگی قرار گرفته و رفته‌رفته گودی بیشتری نسبت به پیرامون خود پیدا می‌کند. این گودی بسته به جنس خاک یا سنگی که بستر بانگ‌چاله را تشکیل داده‌است می‌تواند گودی کم یا زیادی داشته باشد. اگر این بستر نرم باشد و آب با حجم سنگینی که کوبش ساینده‌ای به بار می‌آورد بر آن فروریزان بکوبد بانگ‌چاله می‌تواند بسیار ژرف شود. بانگ‌چاله‌ها معمولاً دگرریختی همیشگی در زمین پدیدمی‌آورند که با خشک شدن هر از گاهی آبشارها همچنان بازمی‌مانند. گاه برخی بانگ‌چاله‌ها به واسطه تغییراتی که انسان در گذر آب پدیدمی‌آورد مانند بندها و سدها شکل می‌گیرند. برخی آبشارها ممکن است به خاطر بافت سخت و برجسته زمینی که روی آن فرو می‌ریزند نتوانند بانگ‌چاله‌ای ایجاد کنند. آبشار آب‌سفید در استان لرستان از این نمونه است.

## نگارخانه

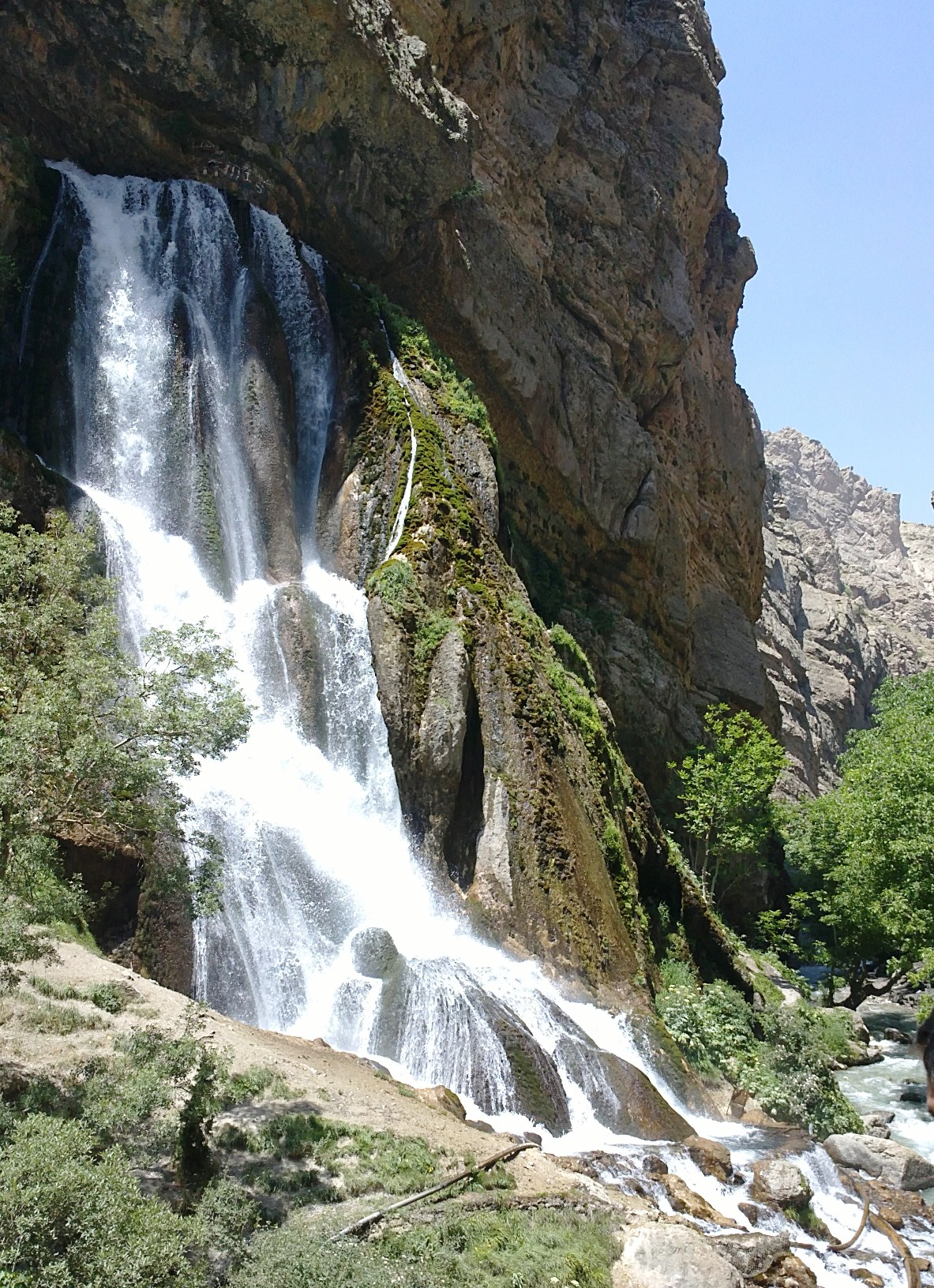
آبشار آب سفید، بستر سنگی و برجسته این آبشار موجب شده بانگ‌چاله در زیر آن شکل نگیرد
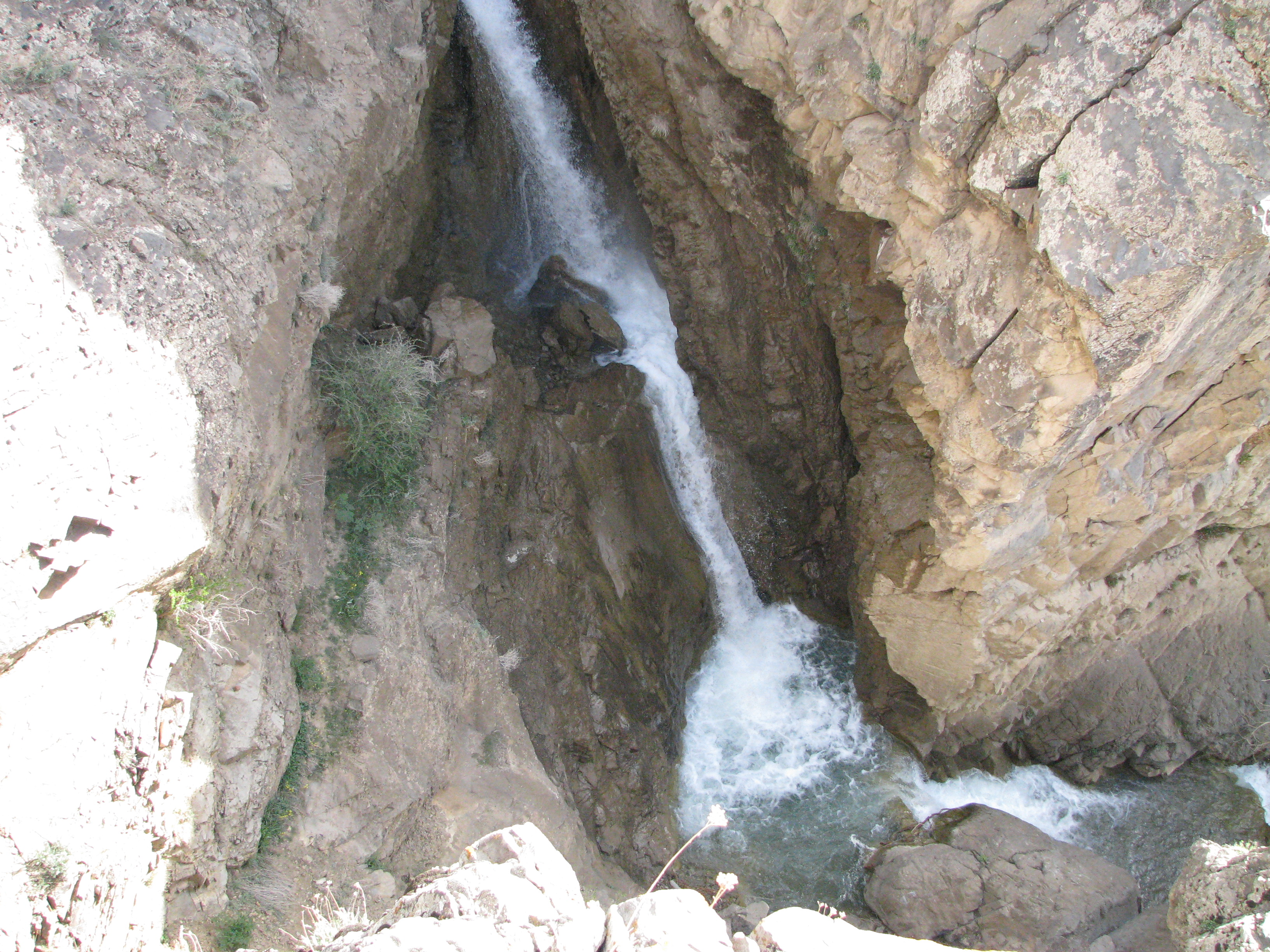
آبشار آهِنَه‌رود در دماوند و دو بانگ‌چاله پی در پی در آن